# Сорокин, Николай Алексеевич
Никола́й Алексе́евич Соро́кин (род. 4 марта 1964, Рязань) — священнослужитель Русской Православной церкви, ректор Рязанской Православной Духовной Семинарии.

## Биография
Родился 4 марта 1964 года в Рязани в семье священнослужителя. В 1981 году окончил среднюю школу, а в 1983 году — техническое училище г. Рязани. С мая 1983 по июнь 1985 года проходил службу в рядах Вооружённых Сил.
После увольнения в запас в течение года был келейником у управляющего Рязанской епархией архиепископа Симона. В 1986 году поступил в Московскую Духовную Семинарию, по окончании которой продолжил обучение, поступив в Московскую Духовную Академию.
В 1994 году успешно окончил Академию с дипломной работой по кафедре Церковной Археологии, 10 апреля 1994 года ректором МДА и епископом Дмитровским Филаретом был рукоположён в сан диакона, а 29 мая 1994 года им же — в сан священника.
С 16 августа 1994 года по настоящее время является настоятелем Кафедрального Борисо-Глебского Собора в Рязани.
В 1995 Николай Сорокин был утвержден в должности директора открытой в Рязани православной гимназии и находился на этом посту до 2003 года.
В 1995 году был возведен в сан протоиерея с возложением наперсного креста. В 1997 году был удостоен права ношения палицы. В 2000 году был удостоен права ношения креста с украшениями, а в 2002 году был награждён митрой.
В августе 2003 года указом управляющего Рязанской епархией архиепископа Павла был назначен ректором Рязанского духовного училища.
17 августа 2004 года духовное училище было преобразовано в семинарию. Решением Священного Синода от 7 октября 2004 г. протоиерей Николай Сорокин был утвержден ректором Рязанской Православной Духовной Семинарии.
В январе 2009 года был участником Поместного собора Русской православной церкви.
10 марта 2015 года митрополитом Рязанским и Михайловским Вениамином освобождён от должности ректора Рязанской православной духовной семинарии, согласно поданному прошению.

## Награды
Николай Сорокин удостоен как правительственных, так и церковных наград:
- медаль ордена «За заслуги перед Отечеством» 2-й степени;
- медаль «За строительство Байкало-Амурской магистрали»;
- Медаль преподобного Сергия Радонежского 2-й степени;
- знак-медаль «За жертвенное служение».

## Публикации
- София Киевская. Новые данные в пользу наличия на Руси своей национальной архитектурной школы // Философско-педагогические и религиозные основания образования в России: история и современность: седьмые международные Покровские образовательные чтения, 21-23 октября 2008 года. — Рязань : Рязанский государственный университет имени С. А. Есенина, 2009. — 272 с. — 130 экз. — С. 138—144
- Фресковая живопись Софии Киевской в свете новейших исследований // Философско-педагогические и религиозные основания образования в России: история и современность: седьмые международные Покровские образовательные чтения, 21-23 октября 2008 года. — Рязань : Рязанский государственный университет имени С. А. Есенина, 2009. — 272 с. — 130 экз. — С. 144—148